# Colour by Number
『Colour by Number』（カラー・バイ・ナンバー）は、日本のポップ・ロックバンドMONKEY MAJIKが、2015年2月4日に発売した通算9枚目（メジャー7枚目）のオリジナルアルバム。

## 概要
バンド結成15周年となる2015年の第一弾リリース。
LIVE映像付き限定盤（CD+Blu-ray、CD+DVD）、通常盤（CDのみ）の3形態で発売。
本作の収録曲は2015年5月に開催された「FAN CLUB LIVE 2015 ～VIP NIGHT with MONKEY MAJIK vol.2～」にて全曲収録順通りに演奏され、その東京公演の模様が次作「MONKEY MAJIK BEST -A.RI.GA.TO-」の限定盤に特典映像として収録された。

## 収録曲

### CD
1. Beautiful
  - 本作のリードトラック。アルバム発売前の1月7日よりiTunesで先行配信された。
  - 三陸鉄道キットDreams応援ソング
  - ミュージックビデオは発売日時点では公開されていなかったが、約4ヶ月後の6月11日よりネスレ日本公式チャンネルより公開された[2]。
2. Frozen -Album Version-
  - オリジナルのCDは本作の「BLUE MOON presents MONKEY MAJIK JAPAN TOUR 2014」ライブ会場予約者に限定でプレゼントされた。
  - オリジナルは全編英語詞だが、アルバムでは一部が日本語に書き換えられている。
  - トヨタ自動車「全道オールトヨタキャンペーン」CMソング
3. Crazy
  - DICKが所属しているバンド「SOUL ADDICTION」のDAIGAKUがトランペットで参加している。
4. PHONE CALL
5. Puzzle
6. Calling Heaven
7. rise
  - ツール・ド・東北2015テーマソング
8. Miracle
9. You Are Not Alone
  - 21stシングル
  - NHK・民放連共同ラジオキャンペーン「ダカラジ」キャンペーンソング（岩手県・宮城県・福島県）
10. 夏の情事
  - 20thシングル、吉田兄弟とのコラボレーション作品
11. Walk with me
  - 仙台市在住のゴスペルシンガーのジョン・ルーカス率いる「JL Gospel Family」がコーラスで参加しており、終盤にコーラス隊のみのボーカルパートがある。

### Blu-ray&DVD
1. Gravity
2. Free to Fly
3. Traveler
4. Alive
5. Save the last dance
6. Fall Back
7. If
8. fly
9. Together
10. アイシテル
11. 空はまるで
12. 魔法の言葉
13. HALO
14. Change
15. U.F.O
16. goin' places
17. 虹色の魚
18. ただ、ありがとう
19. FOREVER YOUNG
20. Black Hole
21. Around The World
22. Pretty People
  - 大サビ前にDICKのMC、乾杯の音頭が入る。
23. Headlight